# Wedell-Jarlsberg
Wedel-Jarlsberg eller Wedel Jarlsberg er en dansk-norsk adelsslægt, som er en yngre gren af den uradelige slægt Wedel. Slægtens overhoved besidder Norges eneste tilbageværende stamhus og er dansk lensgreve. Flere af slægtens medlemmer har haft fremtrædende stillinger i Norge, og særlig kendt er eidsvollsmanden

## Historie
Tyskeren Gustav Wilhelm Wedel Jarlsberg (1641-1717) trådte i dansk tjeneste og blev i 1681 udnævnt til kommanderende general i Norge. Af kongens uægte søn Ulrik Frederik Gyldenløve købte han godset Jarlsberg, og ved adelsbrev af 1684 blev han udnævnt til lensgreve af Jarlsberg.
Særlig i 1700-tallet og 1800-tallet havde medlemmer af slægten fremtrædende stillinger i det norske samfund, hvoraf en af de mest kendte er lensgreve Herman Wedel-Jarlsberg. Kendt er også baron Fritz Wedel Jarlsberg, som havde en ledende rolle under kongevalget i 1905 og som havde en stor del af æren for at Norge i 1920 opnåede herredømmet over Svalbard, hvorfor Wedel Jarlsberg Land er opkaldt efter ham. Han er også kendt for at have givet en større del af gården Skaugum i Asker i gave til kronprins Olav, da denne giftede sig med prinsesse Märtha.

## Slægtsvåben
Slægtens gamle våbenskjold viser et tandhjul som efterhånden blev udvidet til at omslutte en halv mandsskikkelse med afhuggede arme, kardinalhat og klædt i frakke. Ved udnævnelsen til greve blev dette våbenmotiv sat på hjerteskjoldets plads i et firdelt skjold af blåt og gult, i 1. og 4. felt en sølvborg, i 2. og 3. felt syv røde flag stukket gennem en åben guldkrone. På skjoldet en rangkrone og som skjoldholdere to opretstånde og tilbageseende røde løver.
Slægtens valgsprog (motto eller devise), som bruges sammen med våbenskjoldet, er 'Recte faciendo nihil timeas' – 'Handler du ret, har du intet at frygte'.

## Udvalgte medlemmer
- Herman Wedel-Jarlsberg

- Ferdinand Carl Maria Wedel-Jarlsberg (1781-1857)

- Wilhelm Christian Wedel-Jarlsberg (1852-1909)

- Fredrik (Fritz) Wedel Jarlsberg (1855–1942)
- Peder Anker Wedel-Jarlsberg